# 1789 a tudományban
Az 1789. év a tudományban és a technikában.

## Fizika
- Antoine Lavoisier megfogalmazza a tömegmegmaradás törvényét.

## Díjak
- Copley-érem: William Morgan

## Születések
- Augustin Cauchy francia matematikus
- Louis Daguerre, a daguerrotípia feltalálója
- Georg Simon Ohm német fizikus és matematikus

## Halálozások
- Anders Dahl botanikus (róla nevezték el a dáliát).